# Франческо Патріці
Франч́еско Патр́іці (хорватською — Фране Петрич, італ. Francesco Patrizi (Patrizzi), хорв. Frane Petrić, 1529—1597) — італійський філософ епохи пізнього Відродження, критик аристотелізму. Походив з міста Керсо (сучасний Црес, Хорватія).
Викладав в університетах Феррари (з 1578) та Риму (з 1592). Серед основних творів: «Нова філософія всесвіту» (Nova de Universis philosophia) (1591), «Поетика» (Della poetica) (1582). Написав також низку творів проти аристотеліків, з риторики, історіографії.
У своїх праці «Нова філософія…» він зосередив увагу на різних філософських, наукових, мистецьких та літературних питаннях. Патріці, як і деякі інші мислителі пізнього Відродження (наприклад, Галілео Галілей), дійшов висновку, що досягнення математики та фізики повинні бути застосовані для розвитку сучасної науки. Його дослідження історії античної та середньовічної філософії стали ґрунтом для висловлення власної позиції, а тексти досліджень дозволили сучасникам та майбутнім ученим поглянути на філософію в новий спосіб. Патріці підкреслював, що вивчення історії філософії є невід'ємно складовою філософської науки.